# Биконіс східноамериканський
Биконіс східноамериканський (Rhinoptera bonasus) — скат з роду Биконіс родини Биконосові. Інші назви «биконіс звичайний» та «скат-шуліка».

## Опис
У цього виду скатів спостерігається статевий диморфізм: самці більші за самиць. Перші сягають до 89 см завширшки при вазі у 12 кг, а самиці — 71 см та 16 кг відповідно. Трапляються більш великі екземпляри до 1,1 м при вазі 23 кг. Документовано відмічений найбільший представник цього виду у 2,1 м завширшки при вазі у 45 кг. За формою та будовою голови та тілі схожий на інших представників свого роду — завширшки більше ніж завдовжки. Голова доволі товста. Очі розставлені доволі далеко один від одного, неподілк від «ріг» — плавцями з обох боків морди. Зуби пласкі, що дозволяє трощити раковини молюсків. Зябра розташовані з боків. Грудні плавці розташовані поблизу голови. Хвіст доволі довгий та потужний. В його основі є довгий шип з невеликою отрутою, який скат використовує для захисту. Забарвлення спини — коричневе, черево має білуватий або жовтуватий колір.

## Спосіб життя
Тримається на невеликих глибинах. Швидко пересувається у товщі води. Це доволі колективна тварина. Зустрічається групами у 10 тис. особин. Живиться молюсками, устрицями та іншими безхребетними. Використовує плавці з боків морди для захоплення та всмоктування здобичі. Водночас підіймає молюсків та устриць зі дна.
Це яйцеживородний скат. Спочатку ембріон живиться яєчним жовтком. Потім тримається під грудними плавцями самиці. Народжений скат становить 28-46 см.

## Розповсюдження
Мешкає біля атлантичного узбережжя Північної та Південної Америк — від США та південної Бразилії.